# Supersonic (magazine)
Supersonic est un magazine de jeu vidéo lancé en mai 1992.
Ce magazine traite des jeux sur les consoles Sega, comme la Master System, la Mega Drive et la Game Gear. Bien qu'il s'agisse d'un mensuel, son format s'apparente à celui d'un quotidien. Il existe un équivalent consacré à Nintendo, nommé Banzzaï, avec lequel Supersonic a fusionné courant 1995, pour devenir Top Consoles.